# Imelda de' Lambertazzi
Imelda de 'Lambertazzi er en opera med betegnelsen melodramma tragico i to akter af Gaetano Donizetti til en libretto af Andrea Leone Tottola baseret på tragedien Imelda af Gabriele Sperduti. Operaen blev først opført den 5. september 1830 på Teatro San Carlo i Napoli. 

## Opførelseshistorie
Operaen blev ikke en stor succes og opførelser er i dag meget sjældne. En koncertopførelse fandt sted den 10. marts 2007 i Queen Elizabeth Hall i London under ledelse af Mark Elder. Koncerten blev indspillet på CD af Opera Rara. 

## Roller
| Rolle                                                                 | Stemmetype | Originalbesætning, 5. september 1830 (Dirigent: -) |
| --------------------------------------------------------------------- | ---------- | -------------------------------------------------- |
| Imelda                                                                | Sopran     | Antonietta Galzerani                               |
| Bonifacio Geremei                                                     | Baryton    | Antonio Tamburini                                  |
| Lamberto                                                              | Tenor      | Berardo Winter                                     |
| Orlando Lambertazzi                                                   | Tenor      | Giovanni Basadonna                                 |
| Ugo                                                                   | Bas        | Michele Benedetti                                  |
| Ubaldo                                                                | Bas        | Gennaro Ambrosini                                  |
| Kunder, tilhængere af Lambertazzi, venner af Gieremei, soldater, folk |            |                                                    |

## Synopsis
Operaen er en variation af historien om Romeo og Julie. Imelda Lambertazzi (fra en familie der støtter guelferne) elsker Bonifacio, Geremeis arving (fra en familien der støtte ghibellinerne). Da Bonifacio foreslår en fred mellem de to familier, der skal besegles af deres ægteskab, bliver han mødt med vrede fra Imeldas far og bror, og da han forsøger at møde Imelda, bliver han af sin bror stukket ned med en forgiftet dolk. Imelda opfordrer sin far til at tilgive Bonifacio, før hun selv udånder. 

## Diskografi
- 1989: Liveoptagelse, Lugano, februar 1989. Floriana Sovilla, Diego d'Auria, Andrea Martin, Fausto Tenzi, Gastone Sarti, Italiensk-schweiz Radio-TV-orkester, dir. Marc Andreae. Nuova Era 6778/79
- 2007: Dirigent: Mark Elder med Nicole Cabell i titelrollen, James Westman, Frank Lopardo og Massimo Giordano og Orchestra af Age of Enlightenment. Indspillet af Opera Rara.

## Eksterne links
- Libretto